# Subșef (mafie)

Structura mafiei americane

Subșef (în engleză underboss; în italiană sottocapo) este o poziție în cadrul structurii de conducere a anumitor grupuri implicate în crima organizată, cu precădere în familiile mafiei siciliene, grecești⁠(d) și americane. Subșeful este al doilea ca importanță într-o familie după don. Subșeful este uneori membru al familiei (e.g. fiul unui don devine lider dacă cel din urmă este bolnav, ucis sau închis). Poziția a fost impusă în familia Genovese încă de la mijlocul anilor 1960. Aceasta a fost utilizată și de către familia Detroit⁠(d) și Chicago Outfit.
Puterea unui sottocapo variază foarte mult: în unele cazuri sunt persoane marginale în timp ce în alte cazuri reprezintă cel mai puternic membru din familie. Tradițional vorbind, un subșef gestionează afacerile zilnice ale familiei, iar în unele grupuri este ales pe viață. Dacă un nou don preia o organizație cu un subșef în funcție, acesta este fie marginalizat, fie ucis. Mai mult, dacă donul este condamnat la închisoare, subșeful poate deveni acting boss (în română don interimar). În cazul în care acesta este închis pentru o perioadă lungă de timp, un șef interimar poate deveni don al familiei. Un subșef intră în contact cu informații incriminatoare despre șeful familiei, motiv pentru care un don numește persoane apropiate în poziția de subșef.